# Paolo Greco (giurista)
Paolo Greco (Napoli, 26 giugno 1889 – Torino, 24 maggio 1974) è stato un giurista italiano.

## Biografia
Dottore in Giurisprudenza, fu docente in varie università italiane, fra le quali l'Università degli Studi di Torino e la Bocconi di Milano, di cui è stato anche rettore dal 1938 al 1945.
Autore di numerose opere, la sua produzione scientifica abbraccia un settore assai vasto in quanto si è occupato anche di diritto della navigazione, diritto del lavoro e diritto industriale.
Fu iniziato in Massoneria nella loggia "I Costanti della Fede Italica" di Napoli l'8 luglio 1915.
Nel 1952 fu fra i fondatori dell'Istituto Universitario di Studi Europei.
Di posizioni liberali, a partire dall'"8 settembre" fu presidente del primo CLN, quello del Piemonte, carica poi ereditata a partire dal 9 maggio 1945 da Franco Antonicelli.